# Solarkreis
Solarkreis ist eine achtköpfige österreichische Dialekt-Pop-Band aus Graz.

## Geschichte
Solarkreis wurde 2015 von den Brüdern Hartmut und Bertram Pollhammer sowie von Michael Fritz gegründet, die bereits in der Band Irie Rocker Allstars gemeinsam spielten. Im Juni 2015 veröffentlichte die Band die Single Kumm mit kumm aussi, mit der sie es auf Platz 28 der österreichischen Singlecharts schafften.
Im November 2015 folgte die zweite Single Vergiss mein nicht, welche Platz 27 in den österreichischen Singlecharts belegte. Der Remix von Vergiss mein nicht vom österreichischen DJ DualXess schaffte den Einstieg in die DJ-Charts-Austria. Die Single Fliagn konnte an die Charterfolge anknüpfen und hielt sich fünf Wochen in den Verkaufscharts in Österreich.
2017 folgen die beiden EPs Mit dir und Für immer, die Remixes von DualXess und DJ Ostkurve beinhalten. Im April 2018 wurde die Single Zruck zu dir veröffentlicht. Am 18. Juli 2018 erreichte Solarkreis Goldstatus in Österreich mit der Single Fliagn. Im Herbst 2018 erschien die Single Egal wos kummt, die in Österreich und Deutschland die Top 40 der Charts erreichte. Im Sommer 2019 folgte die zweite Goldene Schallplatte für die Single Vergiss mein nicht. 2020 zum Fünfjahresjubiläum wurde die Band mit Platin für die Songs Fliagn und Vergiss mein nicht ausgezeichnet.
Solarkreis arbeitete mit den österreichischen Produzenten Alexander Kahr und Kevin Lehr zusammen. Von 2020 bis 2022 produziert Solarkreis unter der Leitung von Hartmut Pollhammer seine Songs selbst.
Es entstehen die Songs: Shake it feat. FII, Morgn und OK feat. Naomi Burke. Diese Songs wurden allesamt von Hartmut Pollhammer in Kooperation mit Michael Fritz und Bertram Pollhammer komponiert, getextet und produziert. Seit 2022 arbeitet Solarkreis fix mit dem Produzenten und Musiker Kevin Lehr (ehemals Tagträumer) zusammen.
Im Jahr 2023 wird das neue Album Immer dabei mit der Hitsingle Geh Manuela veröffentlicht. Der Song Geh Manuela erhält großen Zuspruch und wird auch von mehreren Bands gecovert, darunter die erfolgreiche österreichische Band Die Draufgänger.
Seit Sommer 2024 arbeitet Solarkreis mit dem Produzenten Patrick Freisinger zusammen, welcher auch als Schlagzeuger bei der österreichischen Band ALLE ACHTUNG tätig ist.

## Stil
Musikalisch ist Solarkreis dem Pop zuzuordnen. Die Band singt ihre Lieder in steirischem Dialekt. Der Sound ist geprägt von modernen Synthesizern, Bläsern und tanzbaren Rhythmen.

## Diskografie
Alben
- 2018: Fliagn
- 2023: Immer dabei

Singles
- 2015: Kumm mit kumm aussi
- 2015: Vergiss mein nicht
- 2016: Fliagn
- 2017: Mit dir
- 2017: Für immer
- 2018: Zruck zu dir
- 2018: Egal wos kummt
- 2019: Fliagn (Radio Edit)
- 2019: Loss Mi
- 2020: Graz im Regn
- 2020: Shake It feat. fii
- 2021: Morgn
- 2021: OK feat. Naomi Burke
- 2022: Immer dabei
- 2023: Geh Manuela
- 2024: Arnautovic
- 2024: Spring
- 2025: Bella Estate